# Aglaia andamanica
Aglaia andamanica är en tvåhjärtbladig växtart som beskrevs av William Philip Hiern. Aglaia andamanica ingår i släktet Aglaia och familjen Meliaceae. Inga underarter finns listade i Catalogue of Life.